# 遠山友忠
遠山 友忠（とおやま ともただ）は、戦国時代から安土桃山時代にかけての武将。美濃国飯羽間城（飯場城）および苗木城の城主。正室は織田信長の姪。

## 経歴
美濃国恵那郡の飯羽間遠山氏の遠山友勝の子として生まれた。
永禄12年（1569年）遠山氏本家の岩村遠山氏から苗木遠山氏に養子に入った遠山直廉が大威徳寺の戦いにおいて矢傷を受け、6月18日に没した。
その後、飯羽間遠山氏の遠山友勝が織田信長の命で苗木遠山氏を継いで苗木城主となったことから、友忠が飯羽間城主となった。
元亀元年(1570年)に武田氏の重臣の秋山虎繁が徳川氏を攻めようとして恵那郡上村に侵入して奥三河へ向かおうとしたことから上村合戦が勃発し、飯羽間城主の友忠は、苗木城主となっていた父の友勝や明知遠山氏の遠山景行や奥三河の奥平氏などの山家三方衆や三河衆と共に秋山虎繁が率いる武田軍と戦ったが敗れた。
東美濃は織田信忠の与力河尻秀隆の指揮下に入り、延友信光、小里光明らがこれに属し、遠山友忠や遠山利景もこれに属したと考えられる。
元亀2年9月12日（1571年9月30日）の比叡山焼き討ちにおいて友忠は織田信長に従い参戦した。『信長公記』では苗木久兵衛の名で登場するが、『遠山譜』では明照遠山久兵衛として記載されている。
友忠はその後、飯羽間城を長男友信に任せて、自らは明照城（あてらじょう）に移っていたが、父の友勝が亡くなったので、明照城を次男友重に任せて、自らは三男（嫡男）友政をつれて苗木城に入った。
苗木遠山氏の領内では領主が友勝・友忠と一年の内に相次いで代わったので、人心が乱れて一揆が勃発し、福岡村の曽我與三右衛門・與左衛門親子が苗木の平岩へ攻め入り民家に火を放ったので、遠山友忠は怒って数百人の兵を送り降伏させて、その後は付知村の遠山玄蕃と遠山備後を降伏させて加子母村の大嶋与十郎を従えた。白川村の安江三内、赤河村の纐纈次左衛門、蛭川村の曽我幸慶、中野方村の山内治部は人質を出して二心無きを示した。。
元亀3年(1572年)、甲斐武田氏・織田氏に両属していた遠山景任（直廉の兄）が同年8月に病死して岩村遠山氏が断絶すると、信長は四男御坊丸をその養嗣子として送り込んだ。
武田信玄が西上作戦を開始した際に東濃も攻め込まれ、信濃の伊奈郡から秋山虎繁が侵攻して岩村城は降伏し開城した。
元亀4年(天正元年)（1573年）8月、友忠が木曾を攻めようとしたが、川上平左衛門が夜陰に紛れて苗木遠山勢を攻めて首級62を獲られた。木曾義昌に河折籠屋を攻め落とされ、苗木城を攻められた。この功により川上平左衛門は、義康より感状と坂下村500貫を与えられた。。
天正2年（1574年）2月、武田勝頼が東濃に侵攻し、先ず高山城、苗木城を落とし、更に支城16箇所を全て落とした。
天正3年（1575年）、武田勝頼がまた伊那より出撃して奥平信昌の長篠城を攻めて、長篠の戦いで大敗すると、信忠はすぐに秋山が篭る岩村城を攻囲した（岩村城の戦い）。この戦いでは武田方に服従させられていた遠山氏の諸将は悉く自害して果て、織田・徳川方についた苗木遠山氏と明知遠山氏、串原遠山氏を残すのみとなった。
天正10年（1582年）2月10日、甲州征伐の契機となった木曾義昌の調略の成功を信忠に取り次いだのは友忠とされ、以後も取次役となり、甲州征伐では木曾勢と共に先鋒を務めて出陣し、友忠・友政親子は鳥居峠の戦いで、武田方武将の今福某を横槍で倒し功を挙げて、後日、信長より感状を受けている。他方で、戦後に武田方に寝返っていた友信が捕らえられて突き出され、処刑された。
同年6月、本能寺の変で信長と団忠正が死ぬと、友忠は遠山氏の本領であった岩村城を奪還すべく義昌と謀って、信長の命であった越後侵攻を中止して北信濃・海津城から帰還する途上の森長可（蘭丸の兄）を殺害しようとしたが失敗。
天正11年（1583年）、羽柴秀吉と織田信孝が対立しはじめると、秀吉から美濃金山城主に戻った森長可の指揮下に入るよう命令され、長可からも投降を勧められるが、これらを拒絶。羽柴秀吉の支援を受け、東美濃を制圧しようとする長可と争った。長可は部将幸田孫右衛門と岩村城代の各務元正を侍大将とし恵那郡高山村から苗木を攻めさせたが、友忠・友政は法泉寺坂にてこれを要撃して撃退。苗木の将士の井口道桂、勝野平六左衛門、伊藤一平次、伴久五郎などが奮戦し功をあげたが、幸田孫右衛門の軍勢と戦い疲れて遂に奥渡を経て退いた。
この戦いに苗木遠山方は、福岡村の伴西久内、高山村の八木喜三郎、上野村の吉田孫作、加茂郡久須見村の押、などを派して守ろうとしたが、森長可は次に部将大塚次右衛門の300騎と林新右衛門の500騎をして攻めさせると、友政は300余騎をもって木曽川の支流千原川で林新右衛門の軍勢を防ごうとしたが敗れたので、一族・譜代の家臣らと共に落ち延びた。以後は徳川氏の家臣である田峰城の菅沼定利の預かりとなり、友忠の家臣たちは徳川勢として各地で戦った。友忠は数年後に死去したという。

## 異説
武田勝頼室（龍勝院）である「苗木勘太郎」を『苗木物語中』では友忠とし、永禄3年（1560年）の桶狭間の戦いに兵500余騎を率いて織田氏に加勢し、美濃国にて2万石を受けたとしている。ただし「苗木久兵衛」と称された友忠を、苗木勘太郎と同一人物と解釈するのは難しく、同じく織田氏を室としたということで、混同したものと思われる。